# Osmaci
Pour l’article homonyme, voir Osmaci (Kalesija).
Osmaci (en serbe cyrillique : Осмаци) est une localité et une municipalité de Bosnie-Herzégovine située dans la république serbe de Bosnie. Selon les premiers résultats du recensement bosnien de 2013, la localité intra muros compte 1 029 habitants et la municipalité 6 172.

## Histoire
La municipalité a été créée après la guerre de Bosnie-Herzégovine et à la suite des accords de Dayton. Elle a été formée dans la municipalité de Kalesija, le reste de cette municipalité d'avant-guerre faisant partie de la fédération de Bosnie-et-Herzégovine.

## Localités

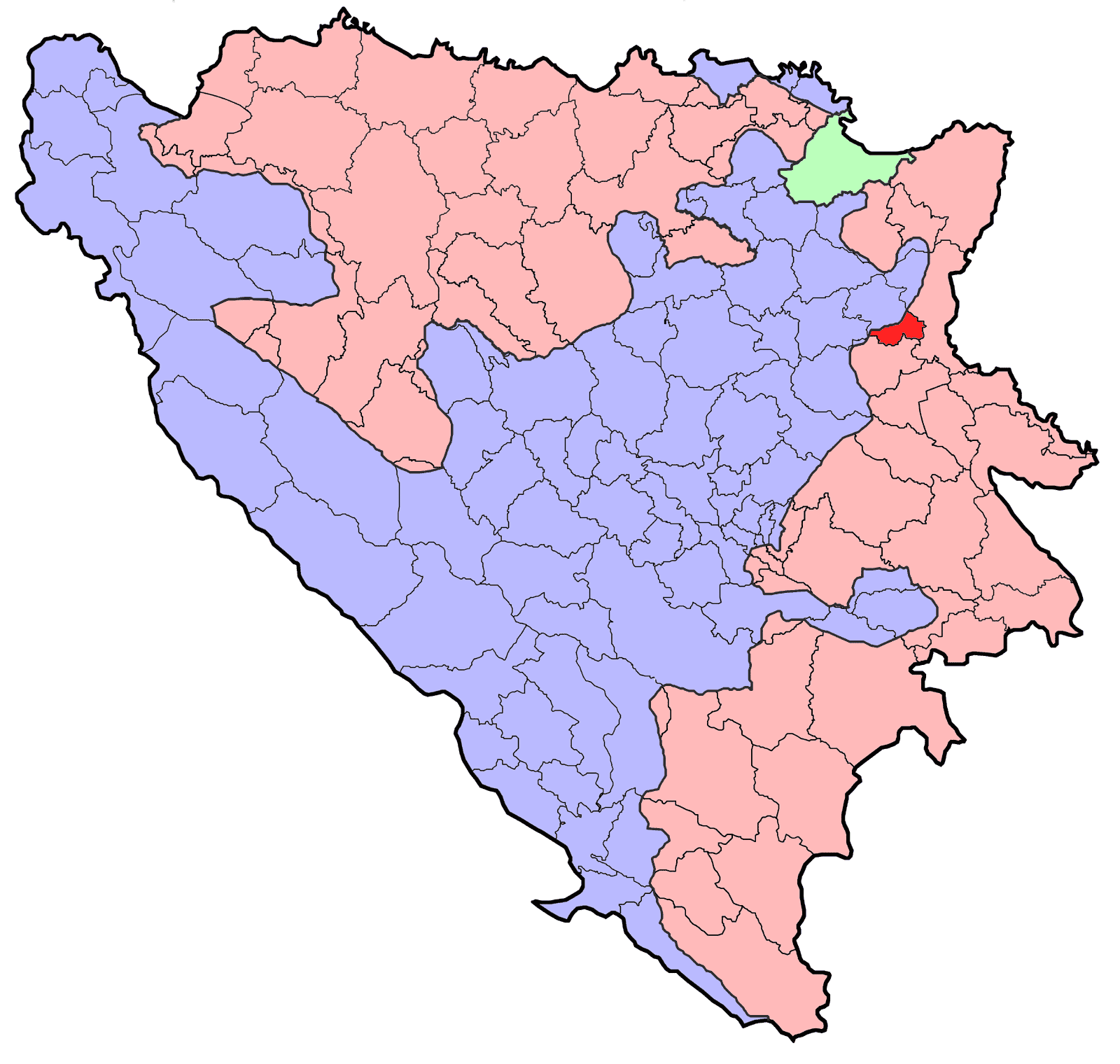
Localisation de la municipalité d'Osmaci en Bosnie-Herzégovine

La municipalité d'Osmaci compte 15 localités :
| - Borogovo - Caparde - Gojčin - Hajvazi - Kosovača - Kulina - Kusonje - Mahala | - Matkovac - Osmaci - Rakino Brdo - Sajtovići - Šeher - Viličevići - Zelina |

## Démographie

### Localitéintra muros

#### Évolution historique de la population dans la localitéintra muros
| 1948 | 1953 | 1961 | 1971 | 1981 | 1991 | 2013  |
| ---- | ---- | ---- | ---- | ---- | ---- | ----- |
| -    | -    | 872  | 800  | 709  | 844  | 1 029 |

|  |

## Politique
À la suite des élections locales de 2012, les 15 sièges de l'assemblée municipale se répartissaient de la manière suivante :
| Parti                                               | Sièges |
| --------------------------------------------------- | ------ |
| Parti d'action démocratique (SDA)                   | 3      |
| Parti démocratique serbe (SDS)                      | 3      |
| Alliance démocratique nationale (DNS)               | 2      |
| Mouvement pour Osmanka (SNS-NDS)                    | 2      |
| Parti du progrès démocratique (PDP)                 | 1      |
| Parti démocratique (DP)                             | 1      |
| Alliance des sociaux-démocrates indépendants (SNSD) | 1      |
| Nouveau parti socialiste (SNP)                      | 1      |
| Parti socialiste (SP)                               | 1      |

Ljubo Petrović, membre du Parti démocratique serbe (SDS), a été élu maire de la municipalité.